# Fidel Cano Gutiérrez
Fidel de Jesús Cano Gutiérrez (San Pedro de los Milagros, 17 de abril de 1854-Medellín, 15 de enero de 1919) fue un periodista, escritor, catedrático, empresario, educador, político y poeta colombiano.
Fue el fundador y primer director del periódico colombiano El Espectador, el más antiguo del país y uno de los más antiguos de Latinoamérica, así como uno de los más influyentes y respetados medios en Colombia en la actualidad. También fue cabeza de la familia Cano, siendo todos sus descendientes periodistas y miembros del periódico.
Destacó también como político, primero como militante del Partido Liberal, afiliando su periódico a la ideología liberal, y luego como uno de los fundadores de la Unión Republicana, partido de coalición fundado por disidentes del liberalismo y sus contrapartes conservadoras. Fue ministro de hacienda brevemente, durante el gobierno de Jorge Holguín.

## Biografía
Fidel nació en San Pedro de los Milagros, Estado Soberano de Antioquia, el 17 de abril de 1854, en el hogar de Joaquín Cornelio Cano y María de Los Ángeles Gutiérrez Velásquez. Durante su nacimiento el país vivía en medio del caos por el golpe de Estado que se cometió en Bogotá contra el presidente José María Melo.
Inició sus estudios en la escuela pública del municipio de Anorí, donde dio sus primeras muestras de su pasión por la literatura, y luego cursó sus estudios secundarios en el Colegio de Jesús de Medellín. Posteriormente ingresó al Colegio del Estado (actual Universidad de Antioquia).

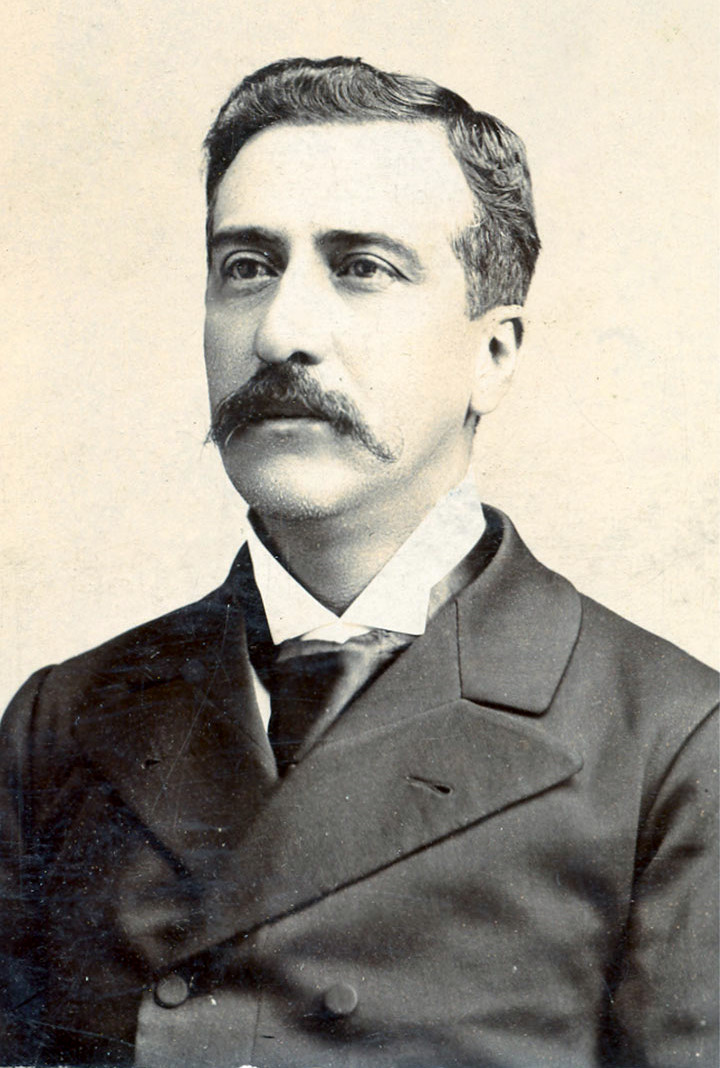
Cano en 1898, con 44 años.

Inició su carrera periodística en el periódico literario La Palestra en 1872. Durante su primera etapa de periodista también se dedicó a traducir del francés la obra del escritor Víctor Hugo.
Por esa época también se inició la vida política, siendo presidente de la municipalidad, y ejerciendo como fiscal del circuito de Rionegro. En 1877 dirigió La Idea. En 1879 se radicó en Medellín y fundó junto a Camilo Botero Guerra la publicación Revista Industrial.
A pesar de las dificultades por las que pasaba la prensa independiente en aquellos tiempos fundó en esa ciudad, el 22 de marzo de 1887, el diario de corte liberal El Espectador.
Ya en 1880, cuando gozaba de gran prestigio y capital suficiente, Cano continuó en el gobierno, siendo inspector de instrucción pública del Oriente de Antioquia, secretario de Hacienda del departamento, y fue aceptado en la Academia Antioqueña de Historia, siendo miembro de número.
En 1881, Cano fue elegido rector de su antigua alma mater, la ahora Universidad de Antioquia, donde tuve que enfrentarse a varios problemas políticos a raíz de su filiación al liberalismo. En 1883 trabajó como director de la imprenta oficial y redactor del diario La Consigna, de propiedad del industrial e influyente político liberal Rafael Uribe Uribe. Uribe Uribe también fundó la publicación El Trabajo, que por la Guerra de los Mil Días fue suspendida, pero luego Cano la retomó terminada la guerra.
Durante los gobiernos ultraconservadores de Rafael Núñez y Carlos Holguín Mallarino, Cano tuvo que enfrentarse a la censura estatal, que consideraba a El Espectador como un periódico subversivo. El propio Cano también estuvo implicado en algunos procesos judiciales y fue llevado a prisión en 1893 por publicar un discurso del poeta Juan de Dios "El Indio" Uribe, pariente de Uribe Uribe.

### Ministro de Hacienda (1909)

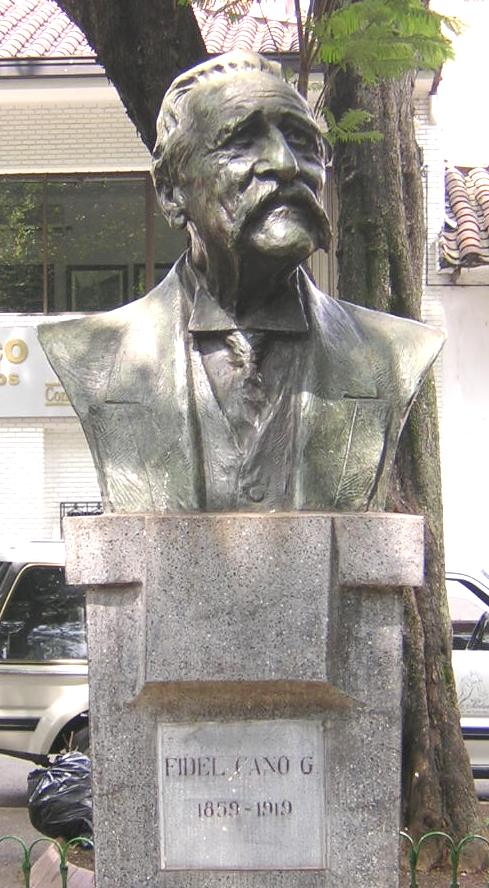
Busto de Fidel Cano Gutiérrez, ubicado en el Parque Bolivar, Medellín, Colombia.

A raíz de la renuncia del general Rafael Reyes, quien era presidente del país desde 1904, el primer designado a la presidencia, Jorge Holguín, asumió la presidencia de Colombia el 10 de junio de 1909.
Cano, que era cercano a los Holguín, fue nombrado ministro de Hacienda y Tesoro, ocupando el cargo brevemente hasta el 3 de agosto de 1909, cuando el Congreso colombiano nombró a Ramón González Valencia como presidente del país, y en consecuencia el gobierno de junio se vio obligado a dimitir.

### Últimos años
Cano se retiró de la política de manera directa, para dedicarse a la docencia universitaria. También fue uno de los impulsores de la Unión Republicana, partido de coalición conformado por liberales y conservadores y fundado por Nicolás Esguerra y Benjamín Herrera en 1909. El partido también tenía entre sus militantes al colega de Cano, Eduardo Santos Montejo, político liberal y periodista de trayectoria. Los republicanos apoyaron la exitosa candidatura del empresario Carlos Eugenio Restrepo, que fue elegido presidente en 1910. Sin embargo, luego de dos fracasos electorales consecutivos, el partido se disolvió en 1921. Cano sin embargo intentó mantener la unidad del partido, hasta su fallecimiento en 1919.
En 1913, luego de 8 años de receso, Cano relanzó El Espectador, con un nuevo formato de impresión.
Fidel Cano Gutiérrez murió en Medellín el 15 de enero de 1919 a los 64 años, luego de dos años de decaimiento en su salud. Cano murió rodeado de sus familiares y fue sepultado en el Cementerio de San Pedro, en Medellín.

## Familia
Fidel Cano Gutiérrez se casó con María Elena Villegas Botero el 21 de junio de 1876 en Envigado, con quien tuvo 13 hijos: María de Jesús, Carlos Fidel, Elena, María, Julia, Luis, Joaquín, Genoveva, Francisco, Gabriel, María Luisa, Adelaida, Leonor y Elvira Cano Villegas.
Dos de sus hijos resaltaron como periodistas: Luis Cano Villegas, quien sucedió a su padre en la dirección de El Espectador, ejerciendo el cargo hasta 1949, y Gabriel Cano Villegas, destacado reportero. Uno de los hijos, Guillermo, asumió la dirección del diario en 1949, y lo ejerció hasta 1986, cuando fue asesinado por sicarios bajo las órdenes de Pablo Escobar.
La dirección de El Espectador está desde entonces bajo Fidel Cano Correa, sobrino de Guillermo Cano Isaza e hijo de Fidel Cano Isaza, ambos hijos de Gabriel Cano Villegas.